# Pub
Pub er en forkortelse for det engelske public house (= offentligt hus) og er et serveringssted med alkohol og enkle madretter. Hvis ejeren er uafhængig af det bryggeri, der leverer øl til pubben, kaldes den et free house. Udskænker han traditionelt øl, skilter han med real ale.

## Begrebet
Begrebet "pub" forbindes med England, Skotland, Irland, Australien og andre steder tilhørende den britiske kultursfære. Der er knapt 60.000 pubber i Storbritannien. Især i mindre byer og landsbyer kan en pub være midtpunktet for lokalsamfundet, og spiller ligesom den lokale kirke en rolle som samlingspunkt.
En pub, der tilbyder overnatningsmuligheder, er en kro (engelsk: inn). Et andet begreb for pub kan være bar, men der serveres som regel ikke madretter.
En gastropub fokuserer på kvaliteten af maden. Navnet er en kombination af "gastronomi" og "pub" og blev brugt første gang i 1991, da David Eyre og Mike Belben overtog Eagle pub i Clerkenwell i London. Den nye "restaurant-i-pub" har styrket både pub- og spisekulturen, men er kritiseret for at ødelægge de traditionelle pubber.

## Navnene
I 1393 udstedte kong Richard 2. en forordning, der pålagde enhver engelsk inn at sætte et skilt op. Det åbnede for en række opfindsomme navne og slående skilte. Henrik 8.s første kone, Catherine af Aragon eller Catherine la Fidele, er det forvanskede ophav til pubnavnet the Cat & Fiddle (= katten og violinen), mens Infanta de Castille, Edward 1.s dronning, er udødeliggjort som the Elephant and Castle (= elefanten og slottet).